# Apistoneura psarochroma
Apistoneura psarochroma là một loài bướm đêm thuộc họ Gracillariidae. Loài này có ở Namibia và Zimbabwe.